# Населення Мадагаскару
Населення Мадагаскару. Чисельність населення країни 2015 року становила 23,812 млн осіб (52-ге місце у світі). Чисельність мальгашів стабільно збільшується, народжуваність 2015 року становила 32,61 ‰ (33-тє місце у світі), смертність — 6,81 ‰ (138-ме місце у світі), природний приріст — 2,58 % (21-ше місце у світі) . 

## Природний рух

### Відтворення
Народжуваність у Мадагаскарі, станом на 2015 рік, дорівнює 32,61 ‰ (33-тє місце у світі). Коефіцієнт потенційної народжуваності 2015 року становив 4,2 дитини на одну жінку (33-тє місце у світі). Рівень застосування контрацепції 39,9 % (станом на 2008/09 рік). Середній вік матері при народженні першої дитини становив 19,4 року, медіанний вік для жінок — 20—24 роки (оцінка на 2009 рік).
Смертність у Мадагаскарі 2015 року становила 6,81 ‰ (138-ме місце у світі).
Природний приріст населення в країні 2015 року становив 2,58 % (21-ше місце у світі).

### Вікова структура

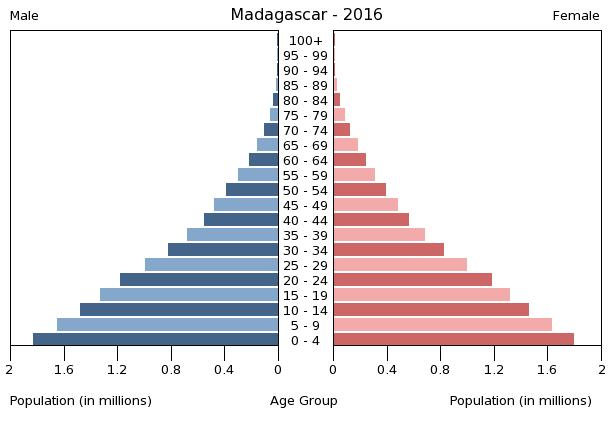
Віково-статева піраміда населення Мадагаскару, 2016 рік

Середній вік населення Мадагаскару становить 19,5 року (196-те місце у світі): для чоловіків — 19,3, для жінок — 19,7 року. Очікувана середня тривалість життя 2015 року становила 65,55 року (175-те місце у світі), для чоловіків — 64,09 року, для жінок — 67,05 року.
Вікова структура населення Мадагаскару, станом на 2015 рік, виглядає таким чином:
- діти віком до 14 років — 40,45 % (4 856 231 чоловік, 4 775 025 жінок);
- молодь віком 15—24 роки — 20,53 % (2 450 164 чоловіки, 2 439 035 жінок);
- дорослі віком 25—54 роки — 31,56 % (3 760 230 чоловіків, 3 755 775 жінок);
- особи передпохилого віку (55—64 роки) — 4,24 % (488 315 чоловіків, 521 690 жінок);
- особи похилого віку (65 років і старіші) — 3,22 % (347 151 чоловік, 419 065 жінок)[1].

### Шлюбність— розлучуваність
Середній вік, коли чоловіки беруть перший шлюб, дорівнює 22,3 року, жінки — 18,4 року, загалом — 20,4 року (дані за 2008 рік).

## Розселення

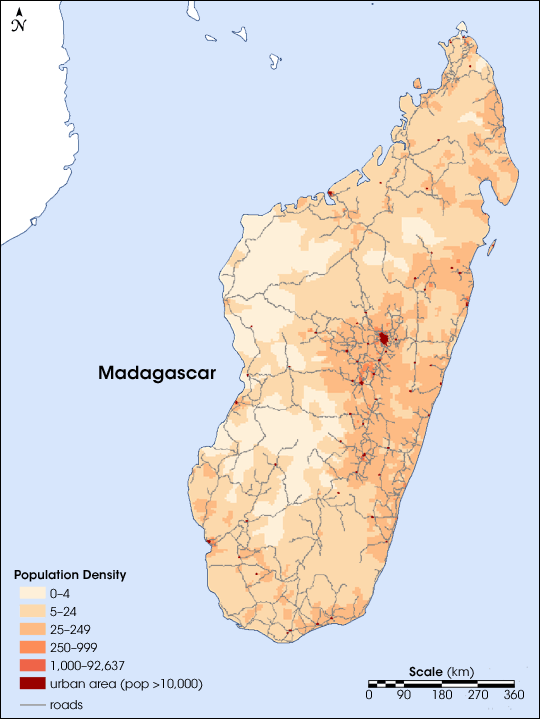
Густота населення Мадагаскару

Густота населення країни 2015 року становила 41,7 особи/км² (177-ме місце у світі).

### Урбанізація
Мадагаскар середньоурбанізована країна. Рівень урбанізованості становить 35,1 % населення країни (станом на 2015 рік), темпи зростання частки міського населення — 4,69 % (оцінка тренду за 2010—2015 роки).
Головні міста держави: Антананаріву (столиця) — 2,61 млн осіб (дані за 2015 рік).

### Міграції
Річний рівень еміграції 2015 року становив 0 ‰ (90-те місце у світі). Цей показник не враховує різниці між законними і незаконними мігрантами, між біженцями, трудовими мігрантами та іншими.

#### Біженці й вимушені переселенці
Станом на 2015 рік, у країні налічується 21,475 тис. внутрішньо переміщених осіб через повені.
Мадагаскар є членом Міжнародної організації з міграції (IOM).

## Расово-етнічний склад
| Етнічний склад (2015 рік) | Етнічний склад (2015 рік) | Етнічний склад (2015 рік) | Етнічний склад (2015 рік) | Етнічний склад (2015 рік) |
| ------------------------- | ------------------------- | ------------------------- | ------------------------- | ------------------------- |
| Етнос:                    |                           |                           | Відсоток:                 |                           |
| мальгаші                  | мальгаші                  |                           | %                         | %                         |
| французи                  | французи                  |                           | %                         | %                         |
| індійці                   | індійці                   |                           | %                         | %                         |
| креоли                    | креоли                    |                           | %                         | %                         |
| коморці                   | коморці                   |                           | %                         | %                         |

Головні етноси країни: мальгаші, мішаного походження, французи, індійці, креоли, коморці.

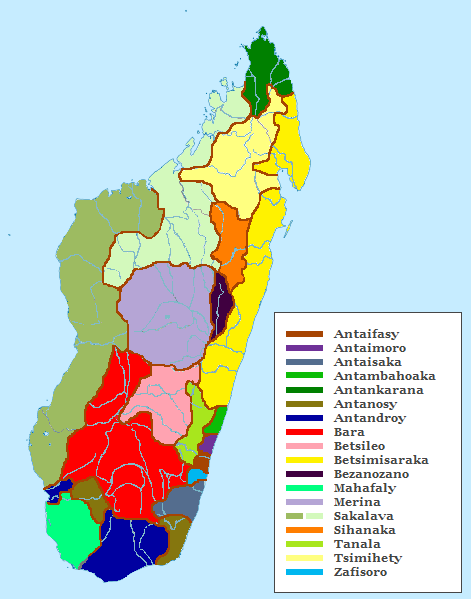
Етнічна мапа Мадагаскару (англ.)

## Мови
| Мови Мадагаскару (2015 рік) | Мови Мадагаскару (2015 рік) | Мови Мадагаскару (2015 рік) | Мови Мадагаскару (2015 рік) | Мови Мадагаскару (2015 рік) |
| --------------------------- | --------------------------- | --------------------------- | --------------------------- | --------------------------- |
| Мова:                       |                             |                             | Відсоток:                   |                             |
| французька                  | французька                  |                             | %                           | %                           |
| малагасійська               | малагасійська               |                             | %                           | %                           |
| англійська                  | англійська                  |                             | %                           | %                           |

Офіційні мови: французька, малагасійська. Як мова ділового спілкування дуже поширена англійська.

## Релігії
| Релігії в Мадагаскарі (2009 рік) | Релігії в Мадагаскарі (2009 рік) | Релігії в Мадагаскарі (2009 рік) | Релігії в Мадагаскарі (2009 рік) | Релігії в Мадагаскарі (2009 рік) |
| -------------------------------- | -------------------------------- | -------------------------------- | -------------------------------- | -------------------------------- |
| Віросповідання:                  |                                  |                                  | Відсоток:                        |                                  |
| християни                        | християни                        |                                  | 80%                              | 80%                              |
| традиційні вірування             | традиційні вірування             |                                  | 18%                              | 18%                              |
| мусульмани                       | мусульмани                       |                                  | 3%                               | 3%                               |

Головні релігії й вірування, які сповідує, і конфесії та церковні організації, до яких відносить себе населення країни: християство, місцеві вірування, іслам.

## Освіта
Рівень письменності 2015 року становив 64,7 % дорослого населення (віком від 15 років): 66,7 % — серед чоловіків, 62,6 % — серед жінок.
Державні витрати на освіту становлять 2,1 % ВВП країни, станом на 2013 рік (150-те місце у світі). Середня тривалість освіти становить 10 років, для хлопців — до 11 років, для дівчат — до 10 років (станом на 2012 рік).

## Охорона здоров'я
Забезпеченість лікарями в країні на рівні 0,16 лікаря на 1000 мешканців (станом на 2007 рік). Забезпеченість лікарняними ліжками в стаціонарах — 0,2 ліжка на 1000 мешканців (станом на 2010 рік). Загальні витрати на охорону здоров'я 2014 року становили 3 % ВВП країни (158-ме місце у світі).
Смертність немовлят до 1 року, станом на 2015 рік, становила 43,67 ‰ (47-ме місце у світі); хлопчиків — 47,59 ‰, дівчаток — 39,63 ‰. Рівень материнської смертності 2015 року становив 353 випадків на 100 тис. народжень (48-ме місце у світі).
Мадагаскар входить до складу ряду міжнародних організацій: Міжнародного руху (ICRM) і Міжнародної федерації товариств Червоного Хреста і Червоного Півмісяця (IFRCS), Дитячого фонду ООН (UNISEF), Всесвітньої організації охорони здоров'я (WHO).

### Захворювання
Потенційний рівень зараження інфекційними хворобами в країні дуже високий. Найпоширеніші інфекційні захворювання: діарея, гепатит А, черевний тиф, малярія, гарячка денге, шистосомози, сказ (станом на 2016 рік).
2014 року зареєстровано 39,1 тис. хворих на СНІД (62-ге місце в світі), це 0,29 % населення в репродуктивному віці 15—49 років (82-ге місце у світі). Смертність 2014 року від цієї хвороби становила 3,2 тис. осіб (43-тє місце у світі).
Частка дорослого населення з високим індексом маси тіла 2014 року становила 4,6 % (187-ме місце у світі);

### Санітарія
Доступ до облаштованих джерел питної води 2015 року мало 81,6 % населення в містах і 35,3 % у сільській місцевості; загалом 51,5 % населення країни. Відсоток забезпеченості населення доступом до облаштованого водовідведення (каналізація, септик): в містах — 18 %, в сільській місцевості — 8,7 %, загалом по країні — 12 % (станом на 2015 рік). Споживання прісної води, станом на 2005 рік, дорівнює 16,5 км³ на рік, або 1,010 тонни на одного мешканця на рік: з яких 2 % припадає на побутові, 1 % — на промислові, 97 % — на сільськогосподарські потреби.

## Соціально-економічне становище
Співвідношення осіб, що в економічному плані залежать від інших, до осіб працездатного віку (15—64 роки) загалом становить 80,3 % (станом на 2015 рік): частка дітей — 75,2 %; частка осіб похилого віку — 5,1 %, або 19,5 потенційно працездатного на 1 пенсіонера. Загалом ці показники характеризують рівень потреби державної допомоги в секторах освіти, охорони здоров'я і пенсійного забезпечення, відповідно. За межею бідності 2010 року перебувало 75,3 % населення країни. Розподіл доходів домогосподарств у країні виглядає таким чином: нижній дециль — 2,2 %, верхній дециль — 34,7 % (станом на 2010 рік).
Станом на 2013 рік у країні 19,5 млн осіб не мало доступу до електромереж; 15 % населення має доступ, в містах цей показник дорівнює 37 %, у сільській місцевості — 4 %. Рівень проникнення інтернет-технологій надзвичайно низький. Станом на липень 2015 року в країні налічувалось 994 тис. унікальних інтернет-користувачів (31-ше місце у світі), що становило 4,2 % загальної кількості населення країни.

### Трудові ресурси
Загальні трудові ресурси 2015 року становили 12,57 млн осіб (44-те місце у світі). 1,827 млн дітей у віці від 5 до 17 років (28 % загальної кількості) 2007 року були залучені до дитячої праці. Безробіття 2014 року дорівнювало 3,6 % працездатного населення серед молоді у віці 15—24 років ця частка становила 2,6 %, серед юнаків — 2,2 %, серед дівчат — 3 % (133-тє місце у світі).

## Кримінал

### Наркотики

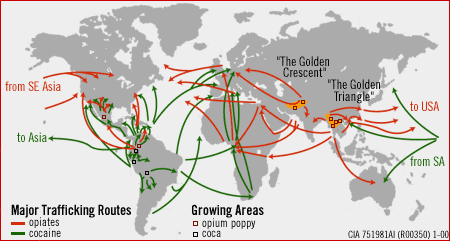
Світові маршрути наркотрафіку

Нелегальний виробник марихуани (як культурної, так і дикої форм), переважно для внутрішнього споживання; перевалочний пункт для героїну.

### Торгівля людьми
Згідно зі щорічною доповіддю про торгівлю людьми (англ. Trafficking in Persons Report) Управління з моніторингу та боротьби з торгівлею людьми Державного департаменту США, уряд Мадагаскару докладає значних зусиль у боротьбі з явищем примусової праці, сексуальної експлуатації, незаконною торгівлею внутрішніми органами, але не повною мірою, країна перебуває у списку спостереження другого рівня.

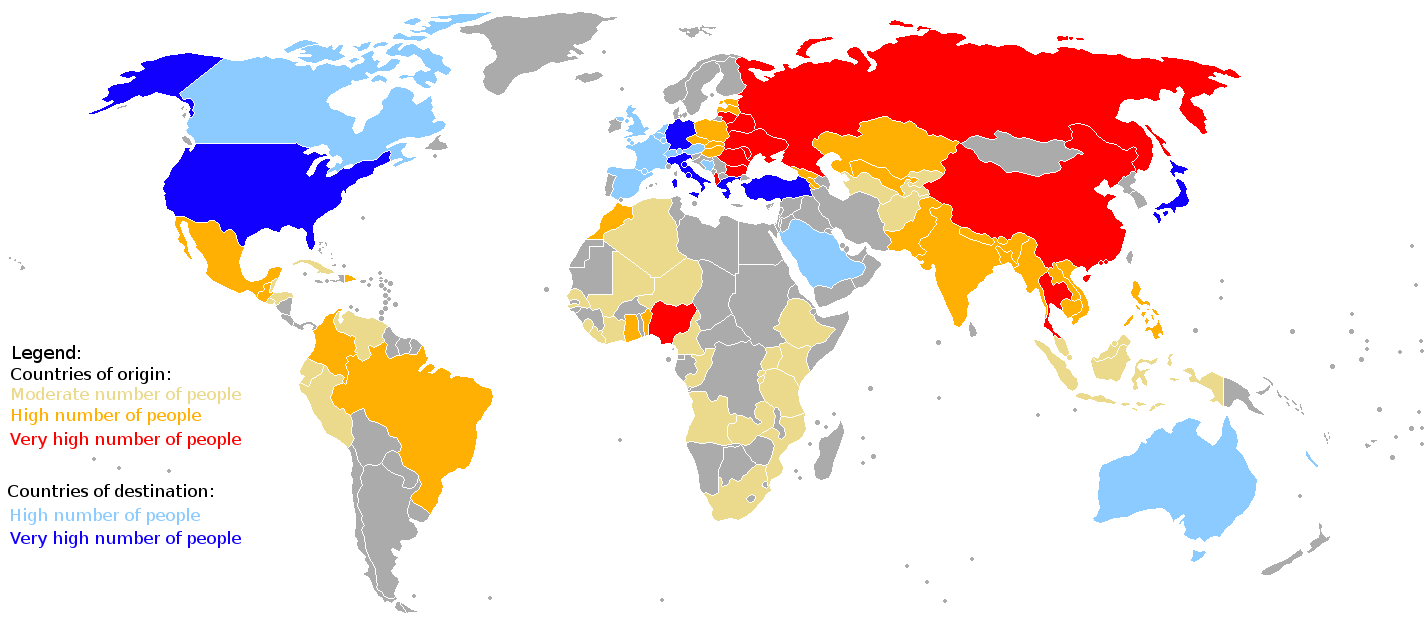
Країни-донори (червоний) і країни-реципієнти кримінальних потоків  (англ.)
Глобальна боротьба з торгівлею людьми (англ.)

## Гендерний стан
Статеве співвідношення (оцінка 2015 року):
- при народженні — 1,03 особи чоловічої статі на 1 особу жіночої;
- у віці до 14 років — 1,02 особи чоловічої статі на 1 особу жіночої;
- у віці 15—24 років — 1,01 особи чоловічої статі на 1 особу жіночої;
- у віці 25—54 років — 1 особи чоловічої статі на 1 особу жіночої;
- у віці 55—64 років — 0,94 особи чоловічої статі на 1 особу жіночої;
- у віці за 64 роки — 0,83 особи чоловічої статі на 1 особу жіночої;
- загалом — 1 особи чоловічої статі на 1 особу жіночої[1].

## Демографічні дослідження
Демографічні дослідження у країні ведуться рядом державних і наукових установ:

### Українською
- Атлас. 10—11 клас. Економічна і соціальна географія світу / упорядники :  О. Я. Скуратович, Н. І. Чанцева. — К. : ДНВП «Картографія», 2010. — ISBN 978-966-475-639-3.
- Атлас світу / голов. ред. І. С. Руденко ; зав. ред. В. В. Радченко ; відп. ред. О. В. Вакуленко. — К. : ДНВП «Картографія», 2005. — 336 с. — ISBN 9666315467.
- Безуглий В. В. Економічна і соціальна географія зарубіжних країн : Навчальний посібник. — К. : ВЦ «Академія», 2007. — 704 с. — ISBN 978-966-580-239-6.
- Безуглий В. В., Козинець С. В. Регіональна економічна і соціальна географія світу : Навчальний посібник. — видання 2-ге, доп., перероб. — К. : ВЦ «Академія», 2007. — 688 с. — ISBN 966-580-144-9.
- Головченко В. І., Кравчук О. Країнознавство: Азія, Африка, Латинська Америка, Австралія і Океанія. — К., 2006. — 335 с. — ISBN 966-8939-04-2.
- Гудзеляк І. І. Географія населення: Навчальний посібник / І. Гудзеляк. — Л. : Видавничий центр ЛНУ імені Івана Франка, 2008. — 232 с. — ISBN 978-966-613-599-8.
- Дахно І. І. Країни світу: Енциклопедичний довідник / І. І. Дахно, С. М. Тимофієв. — К. : Мапа, 2011. — 606 с. — (Бібліотека нового українця) — ISBN 978-966-8804-23-6.
- Дахно І. І. Економічна географія зарубіжних країн : навчальний посібник. — К. : Центр учбової літератури, 2014. — 319 с. — ISBN 978-611-01-0682-5.
- Джаман В. О. Регіональні системи розселення: демографічні аспекти. — Чернівці : Рута, 2003. — 392 с. — ISBN 9665685988.
- Дорошенко Л. С. Демографія: Навчальний посібник. — К. : МАУП, 2005. — 112 с. — ISBN 966-608-442-2.
- Дубович І. А. Країнознавчий словник-довідник. — 5-те вид., перероб. і доп. — К. : Знання, 2008. — 839 с. — ISBN 978-966-346-330-8.
- Економічна і соціальна географія країн світу. Навчальний посібник / За ред. Кузика С. П. — Л. : Світ, 2002. — 672 с. — ISBN 966-603-178-7.
- Загальна медична географія світу / В. О. Шевченко [та ін.] — К. : [б.в.], 1998. — 178 с.
- Книш М. М., Мамчур О. І. Регіональна економічна і соціальна географія світу (Латинська Америка та Карибські країни, Африка, Азія, Океанія) : навч. посіб. — Л. : ЛНУ ім. Івана Франка, 2013. — 368 с. — ISBN 978-617-10-0007-0.
- Крисаченко В. С. Динаміка населення: Популяційні, етнічні та глобальні виміри. — К. : Видавництво Національного інституту стратегічних досліджень, 2005. — 368 с. — ISBN 966-554-083-1.
- Любіцева О. О., Мезенцев К. В., Павлов С. В. Географія релігій. — К. : АртЕК, 1999. — 504 с. — ISBN 966-505-006-0.
- Масляк П. О. Країнознавство. — К. : Знання, 2007. — 292 с. — (Вища освіта XXI століття)
- Масляк П. О., Дахно І. І. Економічна і соціальна географія світу / П. О. Масляк, І. І. Дахно ; за ред. П. О. Масляка. — К. : Вежа, 2003. — 280 с. — ISBN 966-7091-53-8.

### Російською
- (рос.) Мадагаскар // Демографический энциклопедический словарь / главн. ред. Валентей Д. И. — М. : Советская энциклопедия, 1985. — 608 с.
- (рос.) Мадагаскар // Африка: энциклопедический справочник [в 2-х тт.] / гл. ред. А. Громыко. — М. : Советская энциклопедия, 1987. — Т. 2. — 671 с.
- (рос.) Мадагаскар // Страны и народы. Африка. Восточная и Южная Африка / Редкол. : М. Б. Горнунг, Г. Б. Старушенко (отв. ред.) и др. — М. : «Мысль», 1981. — 269 с. — (Страны и народы) — 180 тис. прим.
- (рос.) Атлас народов мира / Отв. ред. С. И. Брук и В. С. Апенченко. — М. : ГУГК ГГК СССР и Институт этнографии им. Н. Н. Миклухо-Маклая АН СССР, 1964. — 185 с. — 20 тис. прим.
- (рос.) Численность и расселение народов мира. Этнографические очерки / под ред. С. И. Брука. — М. : Издательство АН СССР, 1962. — 487 с.
- (рос.) Лаппо Г. М. География городов: Учебное пособие для географических факультетов вузов. — М. : Туманит, изд. центр ВЛАДОС, 1997. — 476 с. — ISBN 5-691-00047-0.
- (рос.) Ягельский А. География населения. — М. : Прогресс, 1980. — 383 с.